# 北上駅

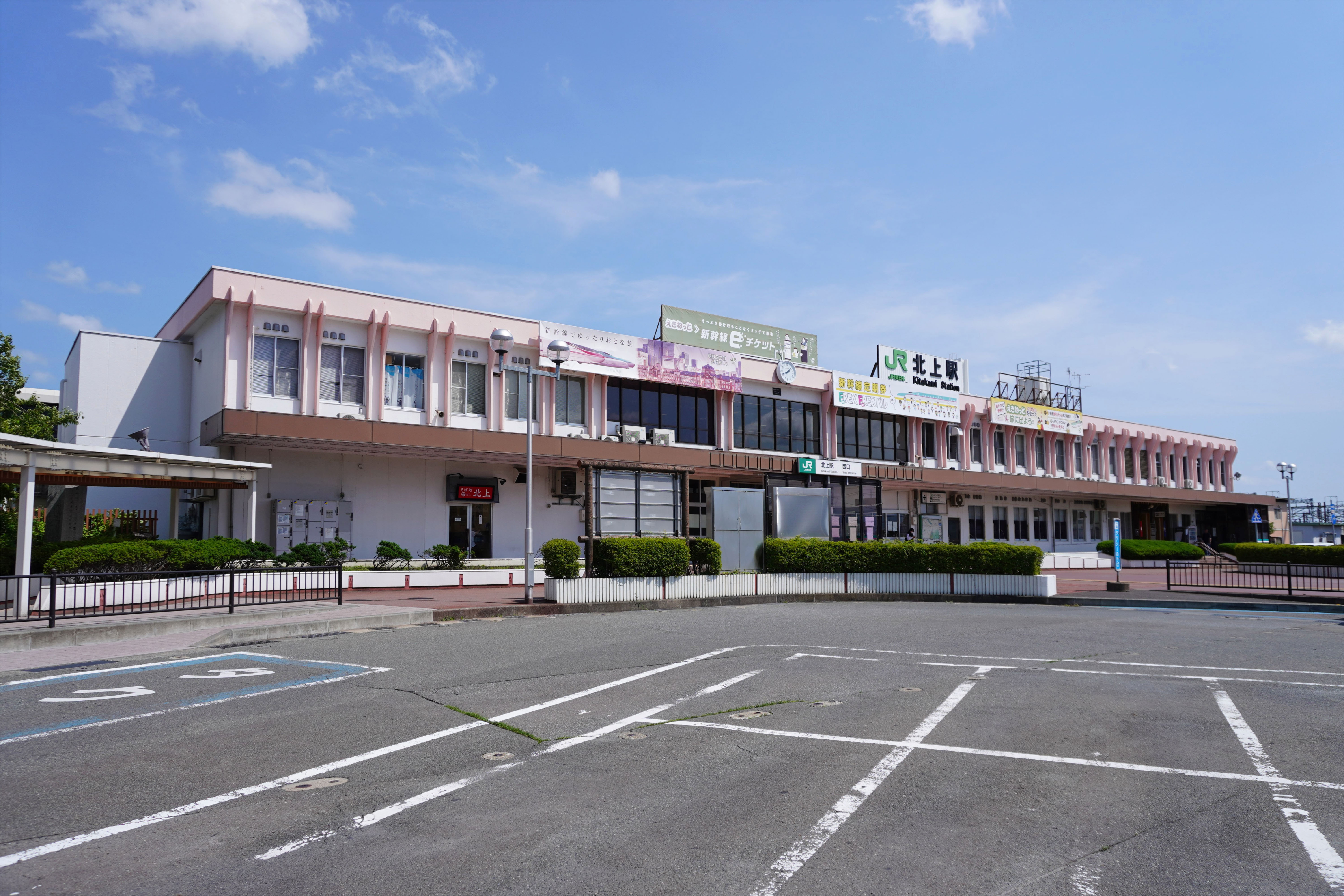
西口（2023年6月）

北上駅（きたかみえき）は、岩手県北上市大通り1丁目にある、東日本旅客鉄道（JR東日本）・日本貨物鉄道（JR貨物）の駅。

## 乗り入れ路線
東北新幹線と、在来線の東北本線および北上線が乗り入れており、接続駅となっている。また、東北新幹線盛岡駅から田沢湖線に直通するミニ新幹線である秋田新幹線の列車は、2023年（令和5年）3月改正時点では1日1往復に限り停車する。在来線における所属線は東北本線であり、北上線は当駅が起点である。なお、東北本線と北上線は、JR貨物の第二種鉄道事業の路線でもある。

## 歴史
- 1890年（明治23年）
  - 11月1日：日本鉄道の黒沢尻駅（くろさわじりえき）として開業[3][4]。一般駅[4]。
  - 12月ごろ：後藤屋の構内営業が許可される（駅弁業者、2000年〈平成12年〉ごろ撤退）。
- 1906年（明治39年）11月1日：日本鉄道が国有化[4]、官設鉄道の駅となる。
- 1921年（大正10年）3月25日：横黒線（現在の北上線）が開業[3][5]。
- 1954年（昭和29年）11月10日：北上駅に改称[3][4]。
- 1968年（昭和43年）7月10日：一ノ関管理所から分離し、北上運輸長を配置。
- 1969年（昭和44年）2月10日：北上運輸長廃止、一ノ関運輸長北上駐在を配置。
- 1971年（昭和46年）
  - 2月1日：北上駅旅客営業センターを設置。
  - 10月13日：東北新幹線の北上駅停車が決定。
- 1973年（昭和48年）3月20日：みどりの窓口を設置。
- 1982年（昭和57年）6月23日：東北新幹線が開業[3][6]。
- 1986年（昭和61年）11月1日：東口を開設。荷物、専用線発着を除く貨物の取り扱いを廃止[4]。
- 1987年（昭和62年）4月1日：国鉄分割民営化により、JR東日本・JR貨物の駅となる[3][4]。
- 1991年（平成3年）11月14日：駅旅行センターをびゅうプラザに名称変更[新聞 1]。
- 1996年（平成8年）3月30日：速達型「やまびこ」の1日1往復が臨時停車を開始（秋田新幹線工事での田沢湖線全面運休による代替特急「秋田リレー」運行に伴う措置）。
- 1997年（平成9年）3月22日：速達型「やまびこ」の正式停車が開始（1日1往復・現在ははやぶさ）[新聞 2]。
- 1999年（平成11年）3月10日：新幹線改札口に自動改札機を設置[7]。
- 2001年（平成13年）9月26日：貨物列車の運行最終日。以降貨物列車の発着が無くなる。
- 2006年（平成18年）8月1日：発車メロディと接近放送が変更される。メロディはいずれも櫻井音楽工房のものである。
- 2008年（平成20年）12月3日：西口在来線改札口に自動改札機を設置。
- 2015年（平成27年）12月1日：水沢駅の業務委託化に伴い、金ケ崎駅の管理業務が当駅に移管される。
- 2017年（平成29年）4月1日：花巻駅の業務委託化に伴い、東北本線花巻駅 - 石鳥谷駅間、釜石線似内駅 - 晴山駅間（新花巻駅を除く）の管理業務が当駅に移管される。
- 2018年（平成30年）
  - 6月1日：遠野駅の業務委託化に伴い、釜石線岩根橋駅 - 足ケ瀬駅の管理業務が当駅に移管される。
  - 10月1日：東口の業務をJR東日本東北総合サービスに委託。
- 2019年（令和元年）7月31日：びゅうプラザの営業を終了[8]。
- 2020年（令和2年）3月14日：新幹線eチケットサービス開始[報道 1]。
- 2021年（令和3年）
  - 3月13日：タッチでGo!新幹線のサービスを開始[報道 2]。
  - 12月21日：ブース型シェアオフィス「STATION BOOTH」が開業[報道 3]。
- 2023年（令和5年）5月27日：東北本線盛岡方面においてICカード「Suica」の利用が可能となる[報道 4][報道 5]。
- 2024年（令和6年）10月1日：えきねっとQチケのサービスを開始[2][報道 6]。

## 駅構造
在来線は構内西側にある地上駅を、新幹線は構内東側にある高架駅を使用している。
在来線のホームは2面4線ある。島式ホーム1面2線と単式ホーム1面1線、それに単式ホームの盛岡寄りの端を切り欠いた、切欠きホーム1面1線（0番線）を持つ。旅客用3番線と新幹線駅舎の間に副本線が数本あり、北上線に乗り入れる貨物列車などが使用する。また、新幹線のホームは、島式ホーム1面2線と単式ホーム1面2線の合計2面3線ある。この間に通過線が2線ある。
新幹線・在来線ともに発車メロディが導入されている。なお、在来線の発車メロディは車掌扱いのため、ワンマン列車のときは省略される。事務管コードは▲211014を使用している。

### のりば

#### 在来線（地上ホーム）
| 番線 | 路線      | 方向 | 行先                   | 備考           |
| ---- | --------- | ---- | ---------------------- | -------------- |
| 0    | ■北上線   | 下り | ほっとゆだ・横手方面   |                |
| 0    | ■東北本線 | 下り | 花巻・矢幅・盛岡方面   | 当駅始発の一部 |
| 1    | ■東北本線 | 上り | 水沢・平泉・一ノ関方面 | 当駅始発       |
| 1    | ■東北本線 | 下り | 花巻・矢幅・盛岡方面   | 当駅始発       |
| 1    | ■北上線   | 下り | ほっとゆだ・横手方面   | 一部の列車     |
| 2    | ■東北本線 | 下り | 花巻・矢幅・盛岡方面   |                |
| 3    | ■東北本線 | 上り | 水沢・平泉・一ノ関方面 |                |

- 東北線盛岡方面から北上線へ直通する列車、北上線から東北線盛岡方面へ直通する列車は3番線に入線することがある。
- 夜間留置が設定されている。

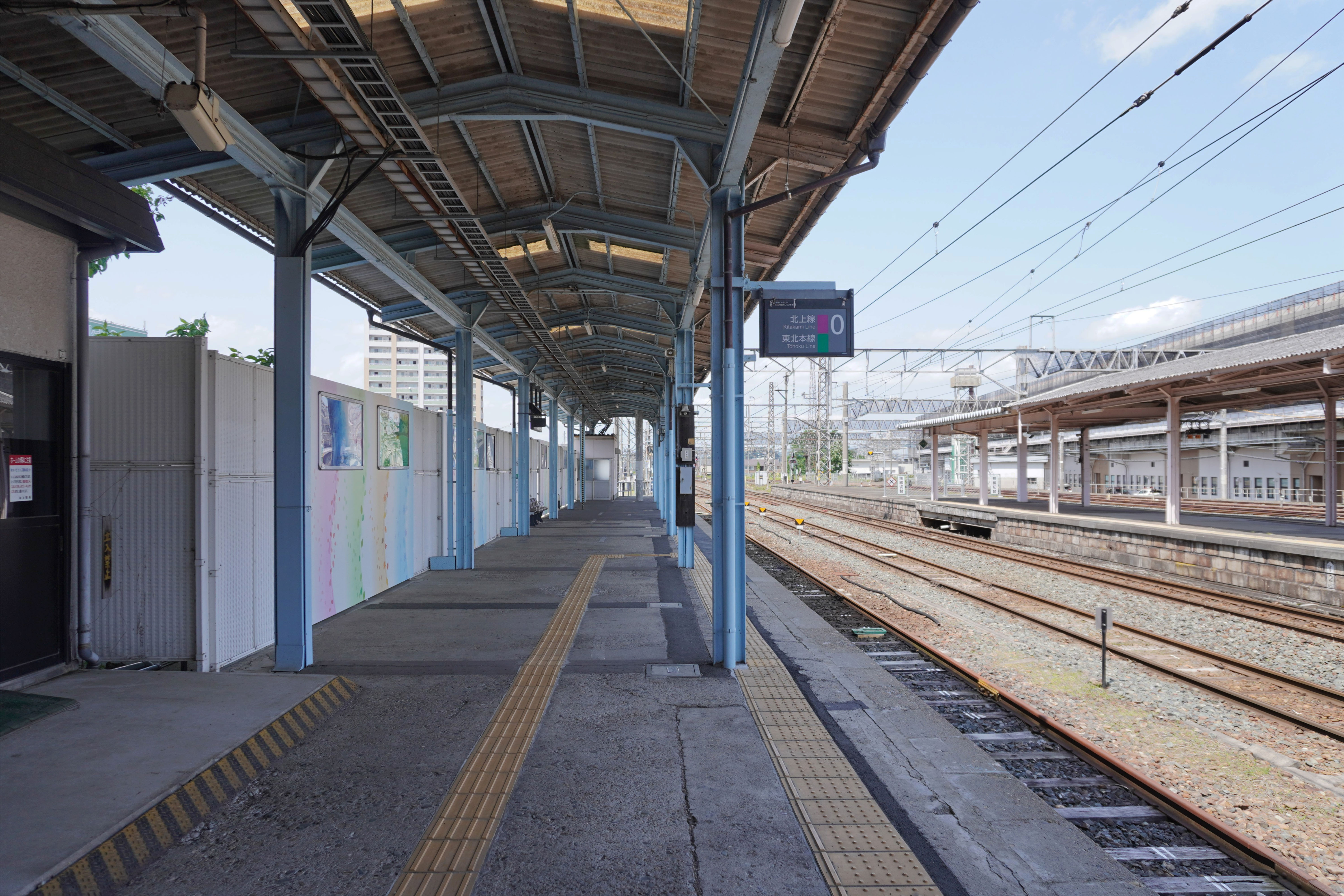
在来線0番線ホーム（2023年6月）
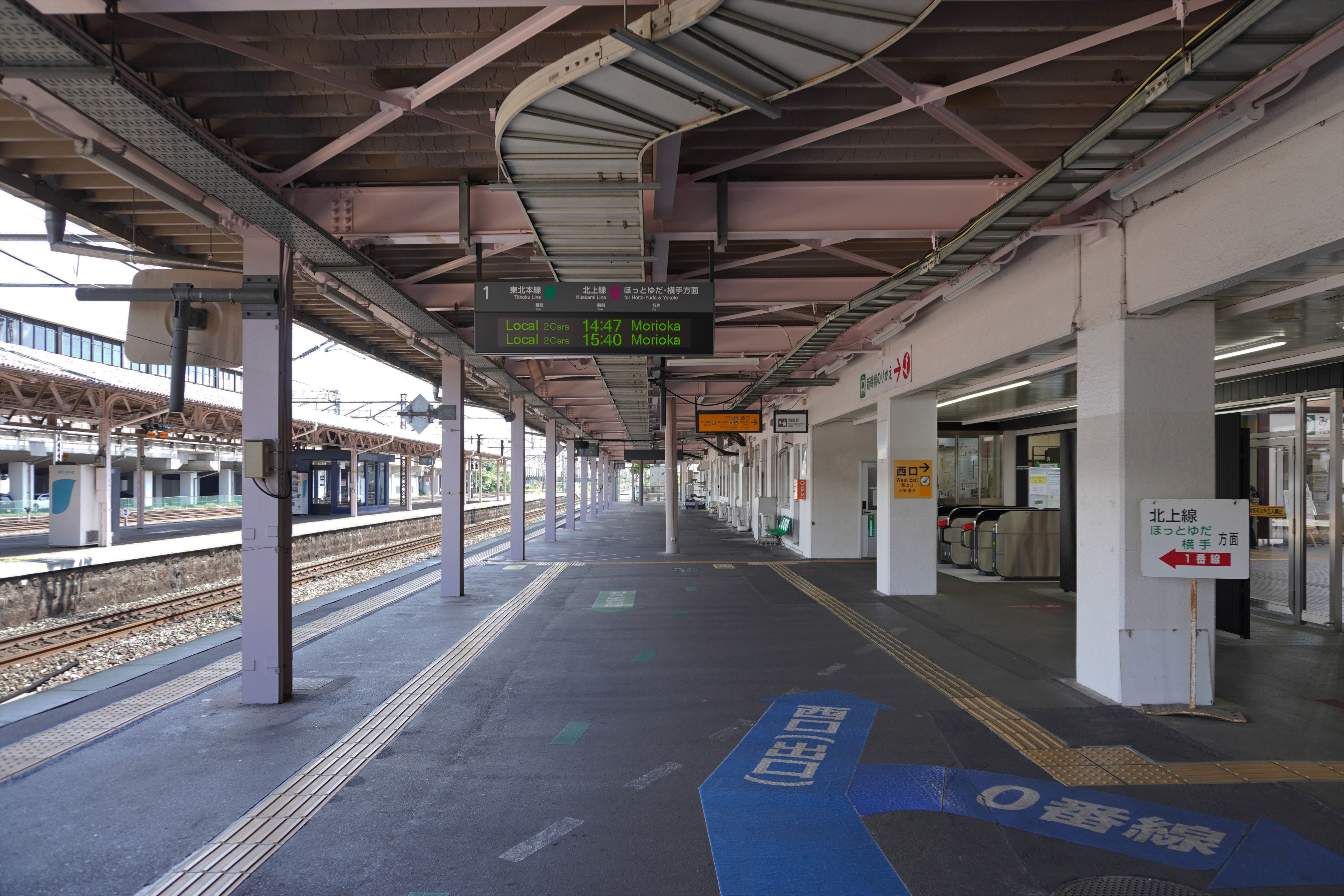
在来線1番線ホーム（2023年6月）
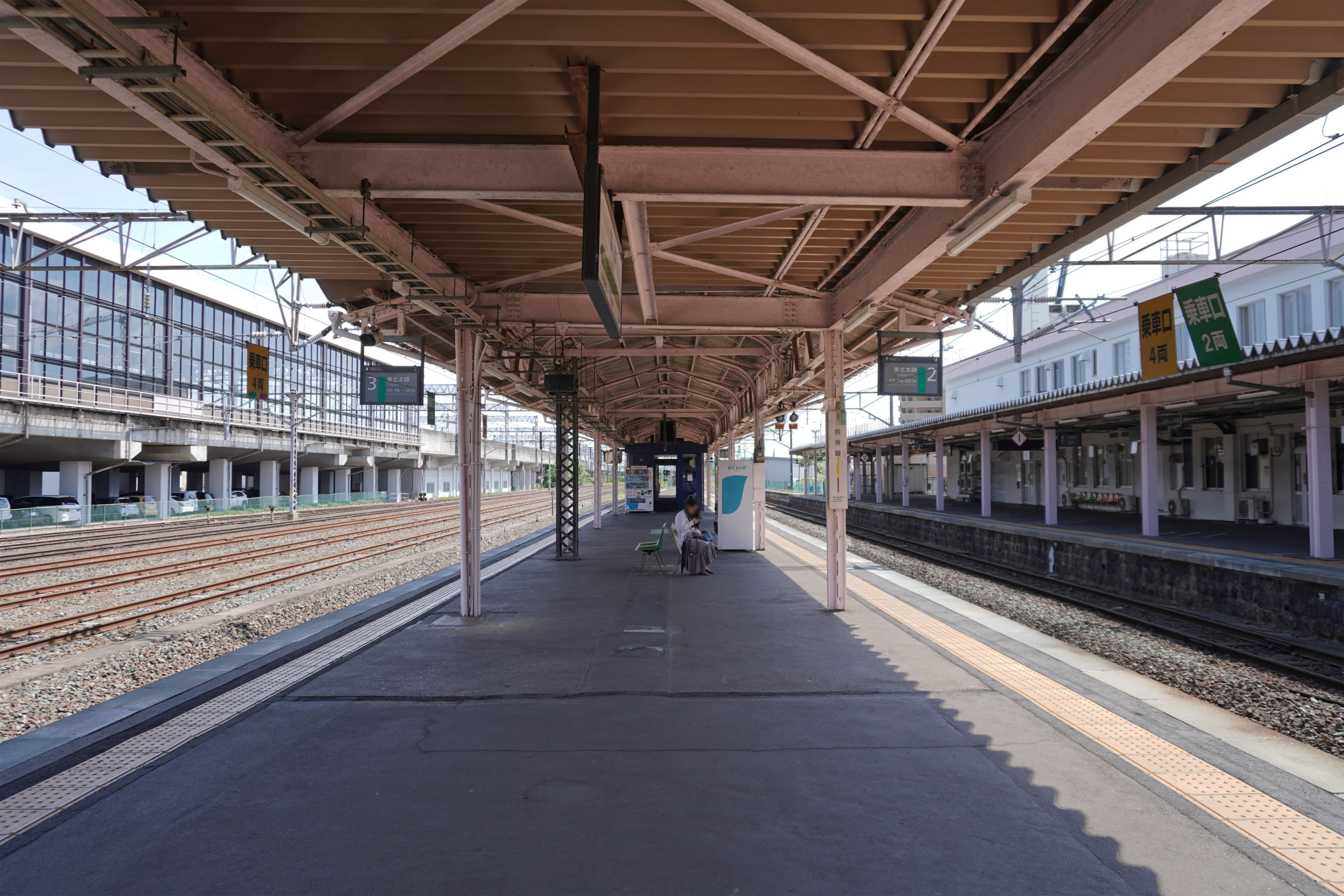
在来線2・3番線ホーム（2023年6月）
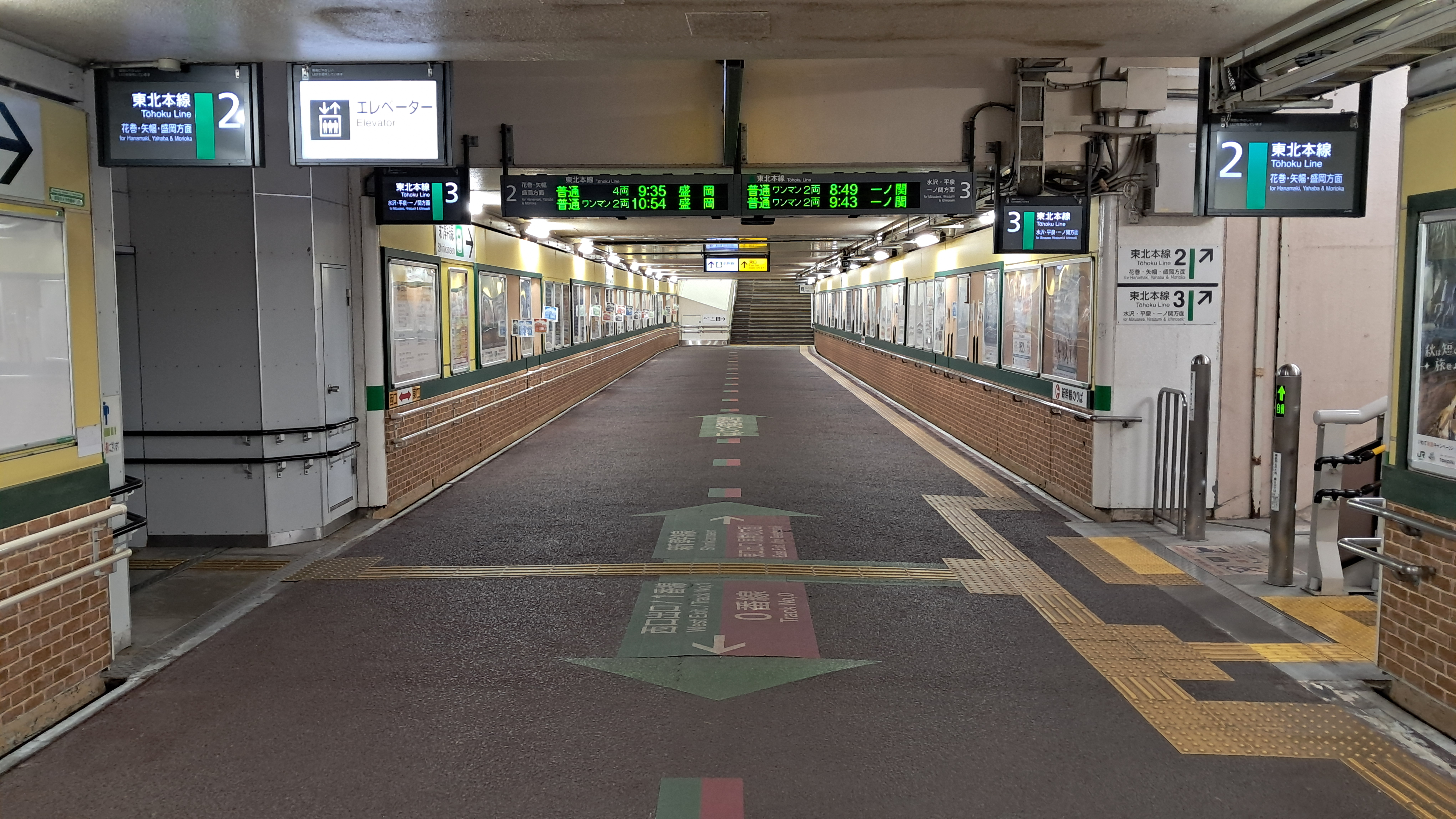
ホーム間を連絡する地下通路（2024年9月）

#### 新幹線（高架ホーム）
| 番線 | 路線                     | 方向           | 行先                               |
| ---- | ------------------------ | -------------- | ---------------------------------- |
| 11   | （予備ホーム）           | （予備ホーム） | （予備ホーム）                     |
| 12   | 東北・秋田・北海道新幹線 | 下り           | 盛岡・新青森・秋田・新函館北斗方面 |
| 13   | 東北新幹線               | 上り           | 仙台・大宮・東京方面               |

- 当駅で折り返す新幹線（試験車両など）は11番線に入線する。

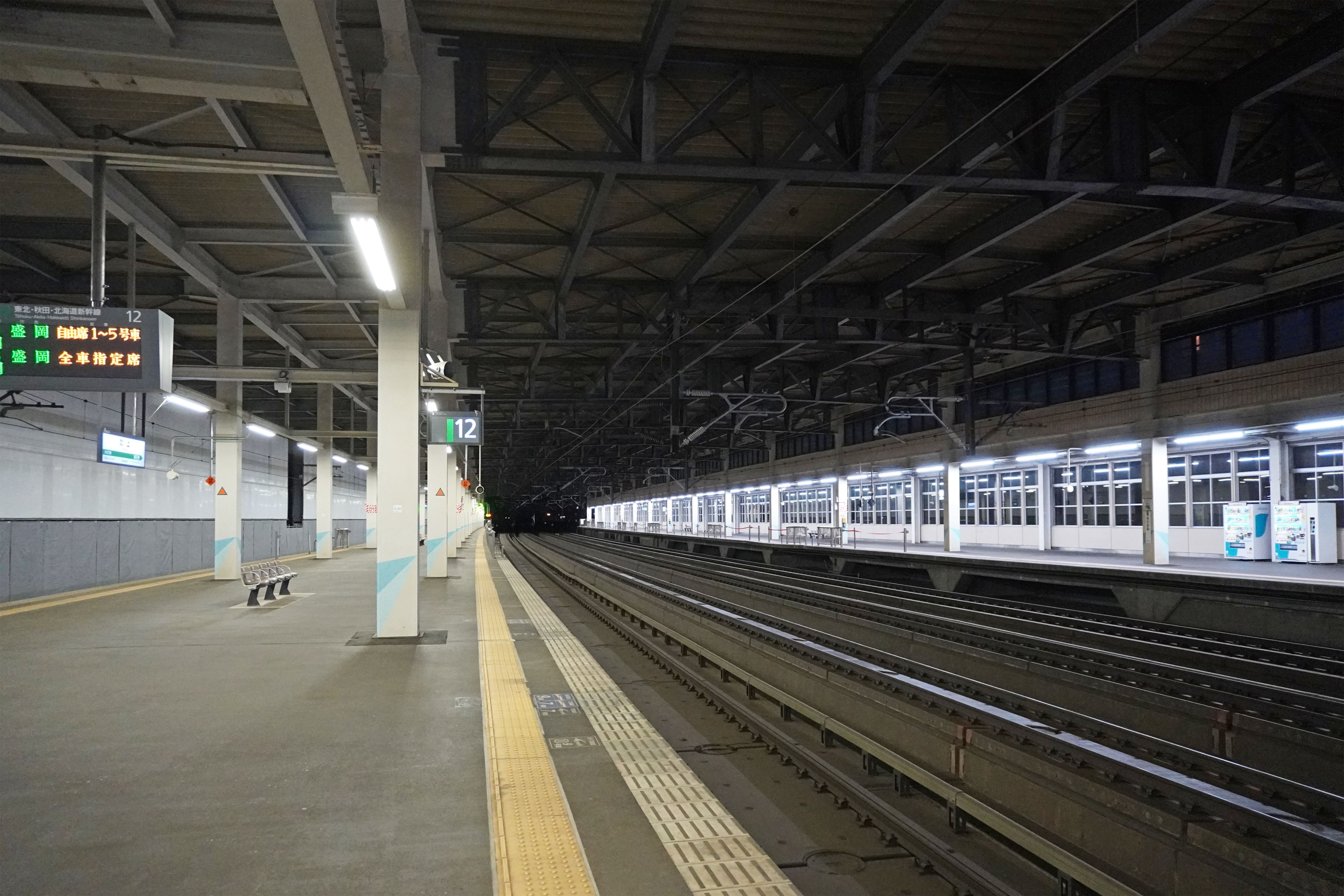
新幹線ホーム（2023年6月）

### 改札口・駅設備
改札口は、西口・東口の2か所ある。自動改札機は、西口在来線改札口に3通路、東口新幹線改札口・新幹線のりかえ口にそれぞれ2通路設置されている。西口在来線改札口はSuicaやえきねっとQチケ、東口新幹線改札口と新幹線のりかえ口は新幹線eチケットサービス、タッチでGo!新幹線、えきねっとQチケに対応している。なお、東口在来線改札口は有人改札で、簡易Suica改札機が設置されているほか、新幹線改札の有人窓口を兼ねている。
西口は駅の正面口にあたり、在来線のりばに面する。新幹線のりばへは在来線ホームから地下道を通ることとなる。みどりの窓口、自動券売機、指定席券売機、NewDays、そば拠「はやて」がある。
東口は、新幹線のりかえ口に併設された形となっている。みどりの窓口、自動券売機、指定席券売機、観光案内所がある。新幹線コンコース内にNewDaysがある。
一ノ関統括センター傘下の直営駅。管理駅であり、東北本線の金ケ崎駅 - 石鳥谷駅間および北上線の柳原駅 - ゆだ高原駅間、釜石線の似内駅 - 釜石駅間の各駅、東北新幹線の水沢江刺駅・新花巻駅各駅を管理している。東口・新幹線改札口の業務はJR東日本東北総合サービスが受託している。

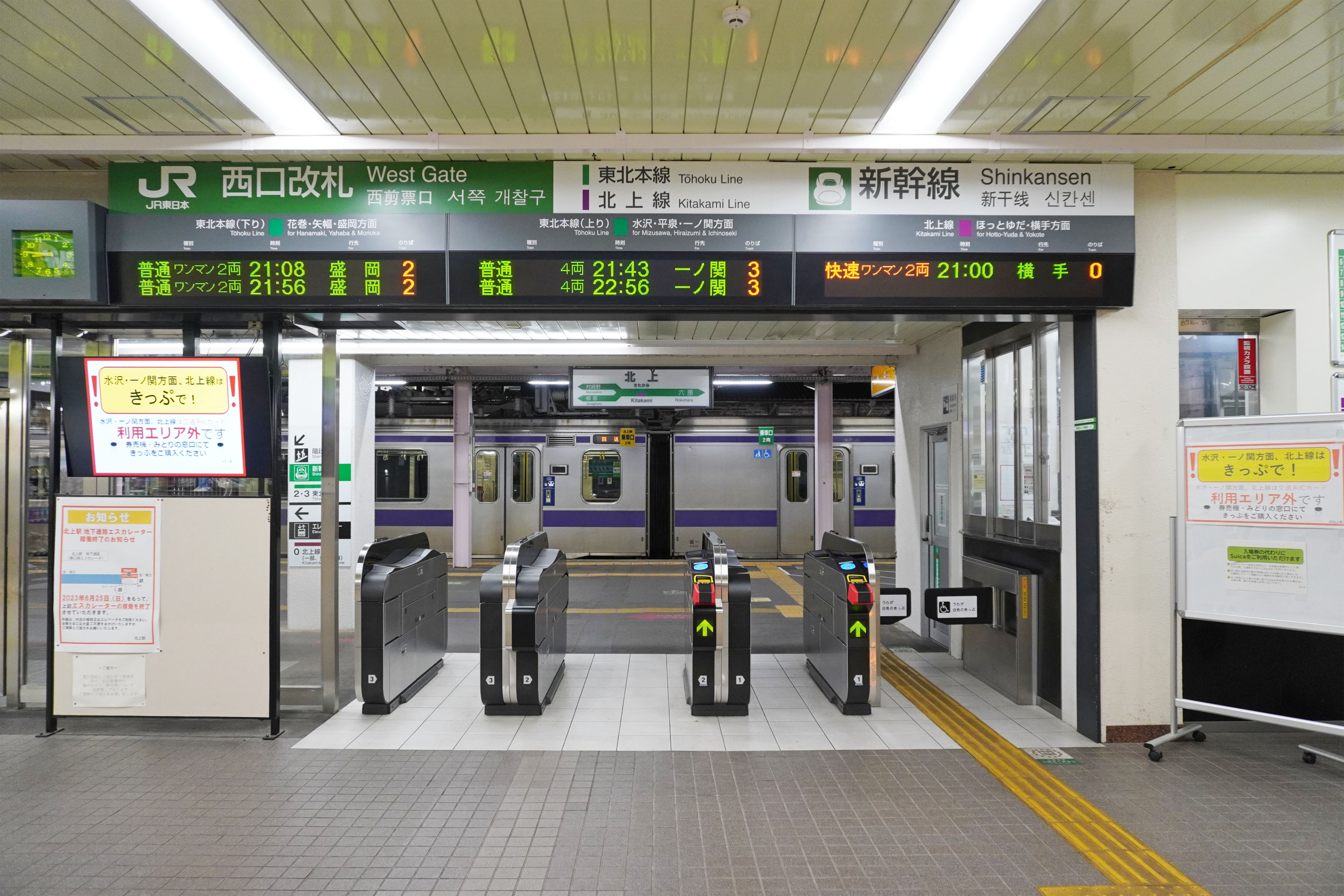
西口改札（2023年6月）
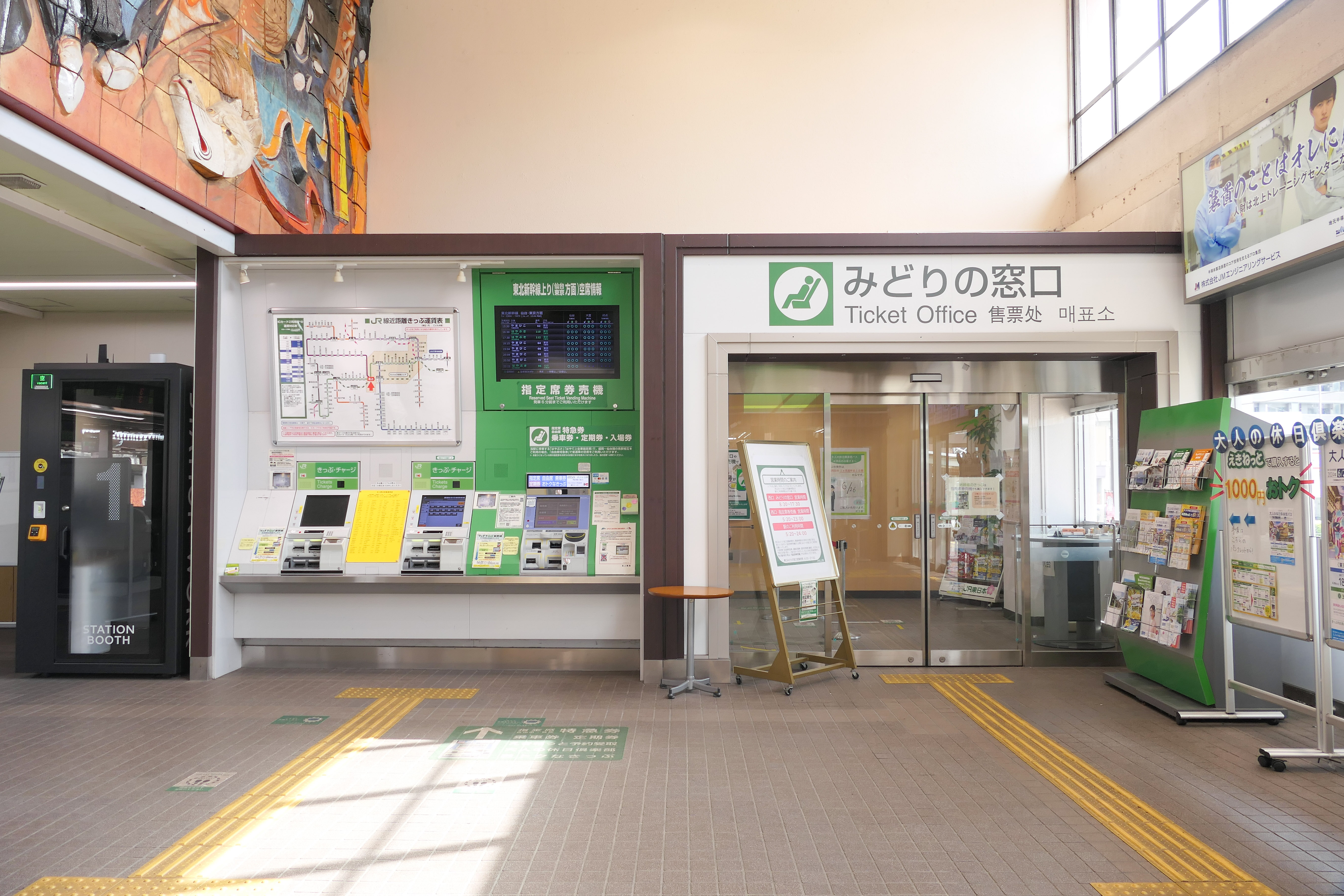
西口きっぷうりば（2024年5月）
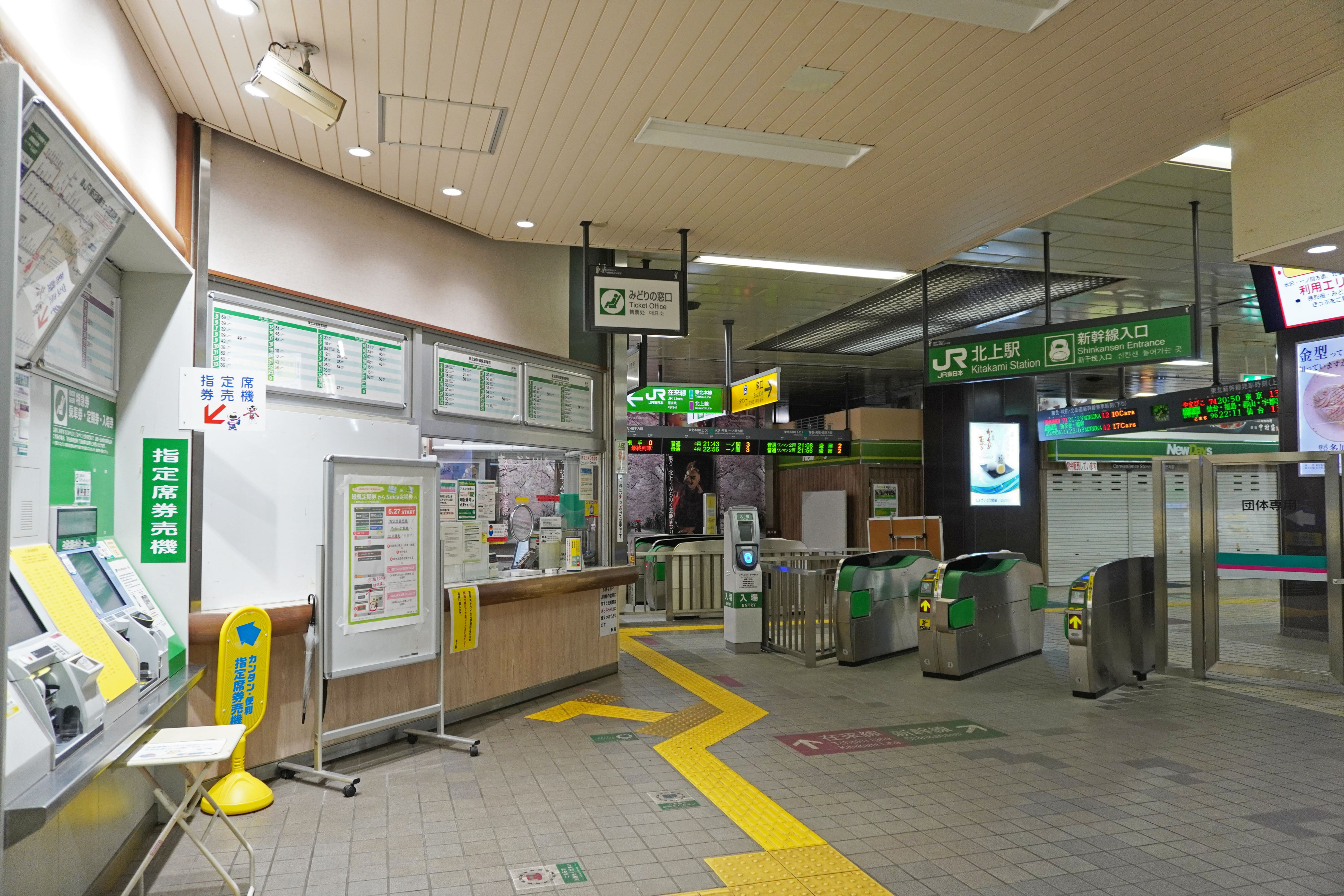
新幹線改札口（右）と東口改札（左）（2023年6月）
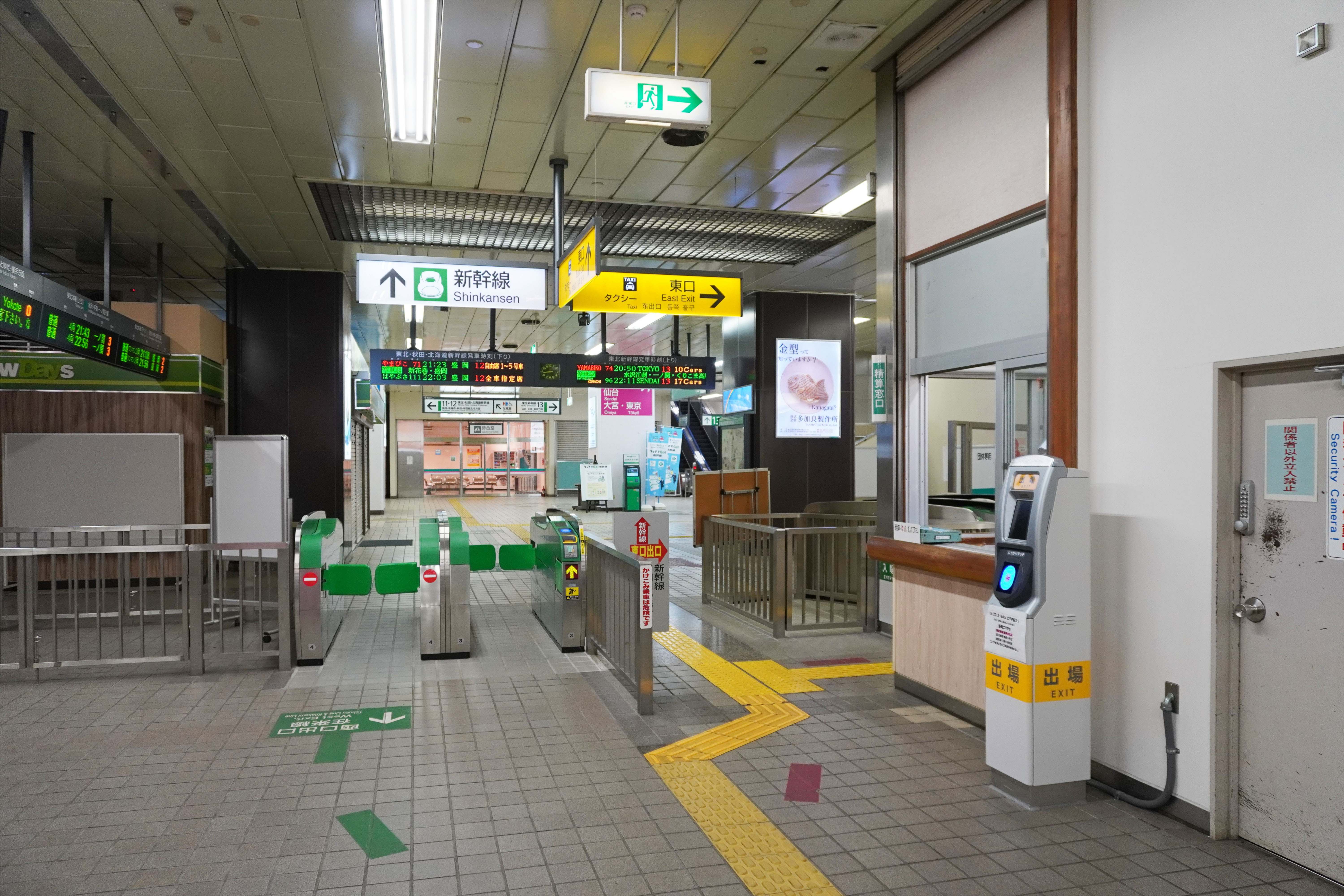
のりかえ口（左）と東口改札（右）（2023年6月）

### 発車メロディ
新幹線ホームを含めた全ホームでテイチク製のメロディを使用している。
- 在来線ホームの発車メロディは「mellow time」である（ワンマン運転の列車では流れない）。
- また、在来線ホームでは接近メロディとして「スプリングボックス」が流れる。
- 新幹線ホームの発車メロディは12番線（盛岡方面）が「風と共にV2」、13番線（東京方面）が「see you again」である。

## 貨物取扱
現在、JR貨物の駅は車扱貨物の臨時取扱駅となっており、貨物列車の発着はない。貨物設備はなく、専用線も当駅には接続していない。
かつては、駅西口の南側に日本石油北上油槽所があり、そこへ至る専用線が駅から分岐していた。施設へ石油を輸送するために、仙台北港駅から貨物列車が運行されていたが、油槽所の閉鎖に伴い2001年（平成13年）9月26日をもって廃止された。また、メタノール荷役線が駅構内にあり、新潟臨海鉄道太郎代駅から輸送されたメタノールがタンク車からタンクローリーに移しかえられ東北ユーロイド工業の工場へ輸送されていた。この輸送は2001年（平成13年）6月19日の貨車返送を最後に廃止された。
なお、国鉄分割民営化前までは、駅西口の南に隣接して車扱貨物ホームがあった。

## 駅弁
2017年（平成29年）ごろまでは、主な駅弁として下記を販売していた。
- 牛肉弁当
- 白金豚弁当
- ロマン銀河鉄道SL弁当
- 特製弁当 北上

## 利用状況
JR東日本によると、2023年度（令和5年度）の1日平均乗車人員は3,668人である。また、新幹線の1日平均乗車人員は1,373人である。
2000年度（平成12年度）以降の推移は以下のとおりである。
| 1日平均乗車人員推移 | 1日平均乗車人員推移 | 1日平均乗車人員推移 | 1日平均乗車人員推移 | 1日平均乗車人員推移 | 1日平均乗車人員推移 | 1日平均乗車人員推移 | 1日平均乗車人員推移 | 1日平均乗車人員推移           |
| 年度                | 合計                | 合計                | 合計                | 新幹線              | 新幹線              | 新幹線              | 新幹線              | 出典                          |
| 年度                | 定期外              | 定期                | 合計                | 定期外              | 定期                | 合計                | 前年度比            | 出典                          |
| ------------------- | ------------------- | ------------------- | ------------------- | ------------------- | ------------------- | ------------------- | ------------------- | ----------------------------- |
| 2000年（平成12年）  |                     |                     | 3,906               | 非開示              | 非開示              | 非開示              | 非開示              | [ 利用客数 2 ]                |
| 2001年（平成13年）  |                     |                     | 3,803               | 非開示              | 非開示              | 非開示              | 非開示              | [ 利用客数 3 ]                |
| 2002年（平成14年）  |                     |                     | 3,680               | 非開示              | 非開示              | 非開示              | 非開示              | [ 利用客数 4 ]                |
| 2003年（平成15年）  |                     |                     | 3,611               | 非開示              | 非開示              | 非開示              | 非開示              | [ 利用客数 5 ]                |
| 2004年（平成16年）  |                     |                     | 3,632               | 非開示              | 非開示              | 非開示              | 非開示              | [ 利用客数 6 ]                |
| 2005年（平成17年）  |                     |                     | 3,673               | 非開示              | 非開示              | 非開示              | 非開示              | [ 利用客数 7 ]                |
| 2006年（平成18年）  |                     |                     | 3,719               | 非開示              | 非開示              | 非開示              | 非開示              | [ 利用客数 8 ]                |
| 2007年（平成19年）  |                     |                     | 3,730               | 非開示              | 非開示              | 非開示              | 非開示              | [ 利用客数 9 ]                |
| 2008年（平成20年）  |                     |                     | 3,678               | 非開示              | 非開示              | 非開示              | 非開示              | [ 利用客数 10 ]               |
| 2009年（平成21年）  |                     |                     | 3,445               | 非開示              | 非開示              | 非開示              | 非開示              | [ 利用客数 11 ]               |
| 2010年（平成22年）  |                     |                     | 3,467               | 非開示              | 非開示              | 非開示              | 非開示              | [ 利用客数 12 ]               |
| 2011年（平成23年）  |                     |                     | 3,557               | 非開示              | 非開示              | 非開示              | 非開示              | [ 利用客数 13 ]               |
| 2012年（平成24年）  | 1,628               | 2,119               | 3,747               | 955                 | 329                 | 1,284               |                     | [ 利用客数 14 ] [ 新幹線 2 ]  |
| 2013年（平成25年）  | 1,664               | 2,169               | 3,833               | 1,005               | 353                 | 1,359               |                     | [ 利用客数 15 ] [ 新幹線 3 ]  |
| 2014年（平成26年）  | 1,689               | 2,046               | 3,735               | 1,021               | 332                 | 1,354               |                     | [ 利用客数 16 ] [ 新幹線 4 ]  |
| 2015年（平成27年）  | 1,697               | 2,067               | 3,765               | 1,045               | 339                 | 1,385               |                     | [ 利用客数 17 ] [ 新幹線 5 ]  |
| 2016年（平成28年）  | 1,756               | 2,071               | 3,827               | 1,056               | 356                 | 1,412               |                     | [ 利用客数 18 ] [ 新幹線 6 ]  |
| 2017年（平成29年）  | 1,696               | 2,080               | 3,777               | 1,036               | 368                 | 1,404               |                     | [ 利用客数 19 ] [ 新幹線 7 ]  |
| 2018年（平成30年）  | 1,744               | 2,033               | 3,778               | 1,073               | 355                 | 1,429               |                     | [ 利用客数 20 ] [ 新幹線 8 ]  |
| 2019年（令和元年）  | 1,721               | 2,066               | 3,787               | 1,043               | 365                 | 1,408               |                     | [ 利用客数 21 ] [ 新幹線 9 ]  |
| 2020年（令和02年）  | 824                 | 1,954               | 2,779               | 393                 | 361                 | 755                 | −46.4%              | [ 利用客数 22 ] [ 新幹線 10 ] |
| 2021年（令和03年）  | 940                 | 1,979               | 2,920               | 483                 | 351                 | 834                 | 10.5%               | [ 利用客数 23 ] [ 新幹線 11 ] |
| 2022年（令和04年）  | 1,266               | 2,073               | 3,340               | 730                 | 408                 | 1,139               | 36.4%               | [ 利用客数 24 ] [ 新幹線 12 ] |
| 2023年（令和05年）  | 1,552               | 2,116               | 3,668               | 919                 | 454                 | 1,373               | 120.9%              | [ 利用客数 1 ] [ 新幹線 1 ]   |

## 駅周辺

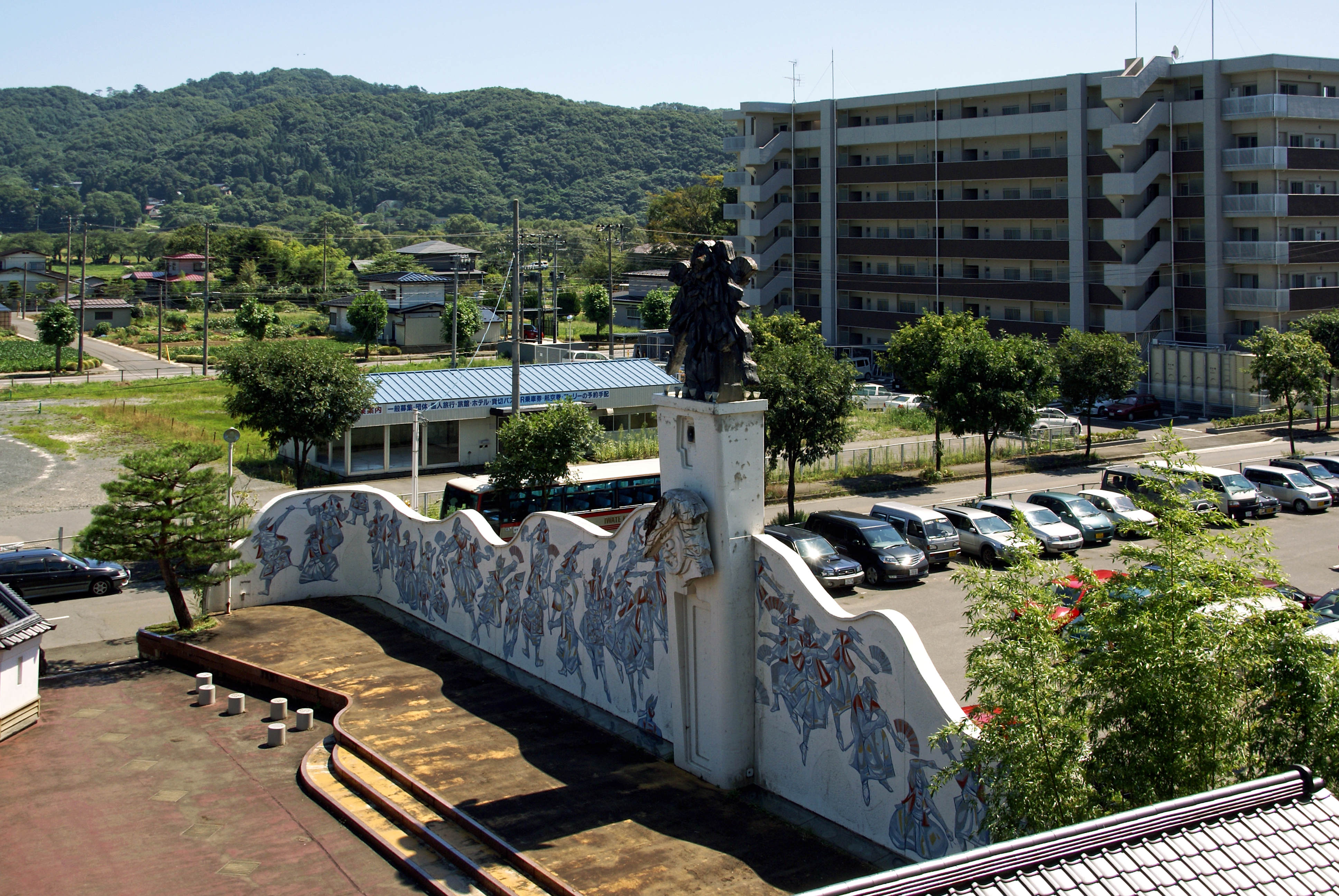
改修前の東口駅前

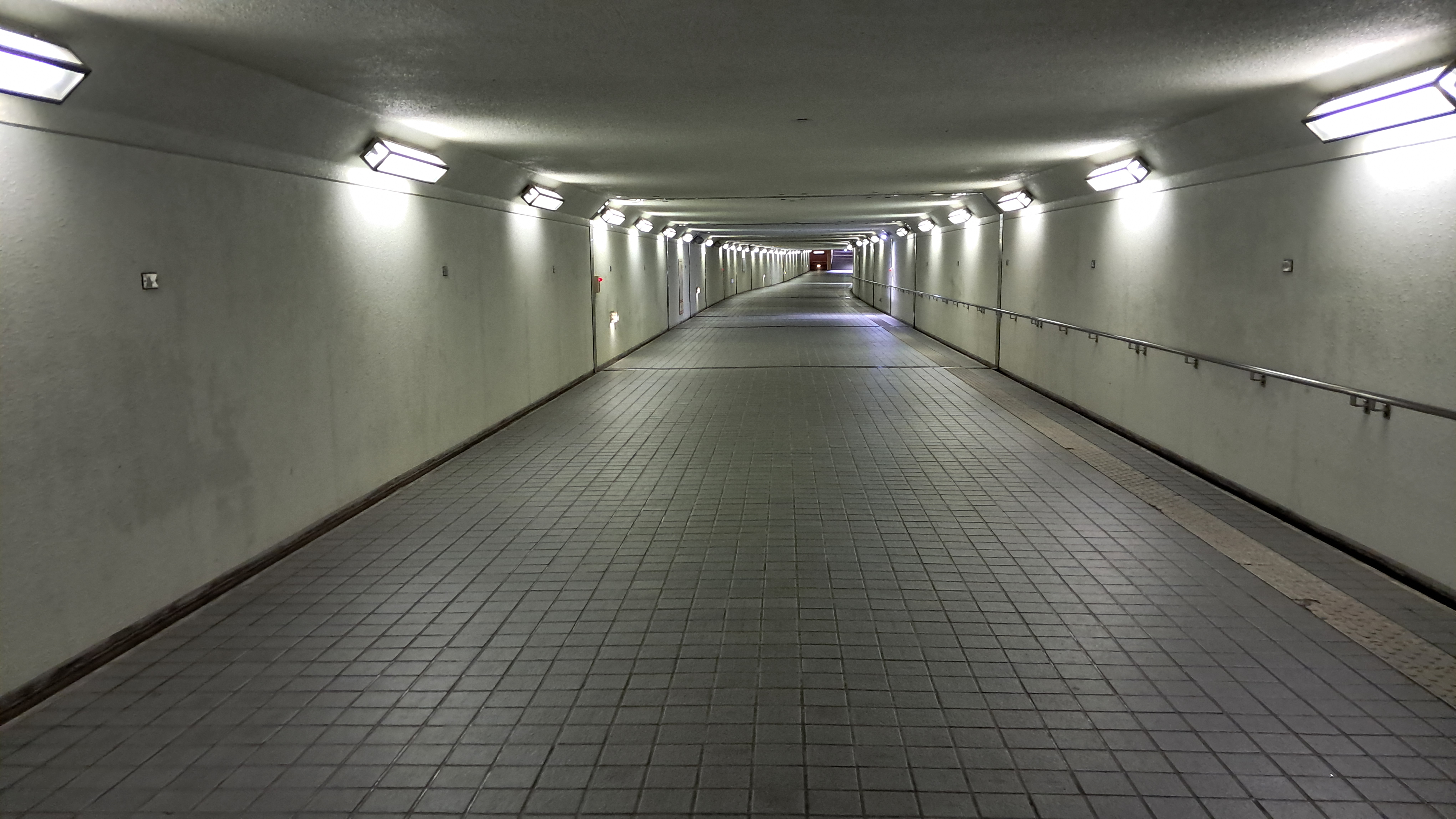
東西自由通路

北上駅東口の広場では1990年（平成2年）に鬼剣舞のモニュメントが設置された（広場の再整備に伴い数回移設されている）。
北上駅東口の再開発エリア「さくらポート・タウン」は2023年（令和5年）11月のビジネスホテル開業により事業完了となり、建物内に北上観光コンベンション協会と観光物産館が移転する。
- 北上市役所
- 北上警察署
- 北上郵便局
- 北上駅前郵便局
- 岩手銀行北上駅前支店
- 東北銀行北上営業部
- 北日本銀行北上支店
- 北上信用金庫本店・北上駅前支店
- ホテルメッツ北上 - 2017年（平成29年）3月16日にリニューアルされている[報道 7]。また、2021年（令和3年）2月17日より、駅ナカシェアオフィス「STATION WORK」が利用可能（事前予約制）[12][報道 8]。
- さくら野百貨店北上店（ツインモールプラザ）
- 北上市立公園
- クレヨンタワー[注 1]
- さくらホール
- 珊瑚橋
- 北上市立公園展勝地
  - サトウハチロー記念館
  - みちのく民俗村
    - 北上市立博物館

  - 利根山光人記念美術館
- 岩手県道112号北上停車場線
- ユニバース北上花園町店
- スーパーアークス 北上店
- ホテルルートイン北上駅前
- 東横イン北上駅新幹線口
- コンフォートホテル北上

## バス路線
2016年（平成28年）9月に北上市がロータリーの改修を実施し、島式のバス乗場を作り、対岸へ渡る必要がなくなった。バス停も1 - 4番（1a - 1dを併記）へと統廃合した。
| のりば                  | 運行事業者                            | 系統・行先 |
| ----------------------- | ------------------------------------- | --- |
| 1a                      | 岩手県交通                            | - けんじライナー：仙台駅東口 - 石鳥谷線：石鳥谷／花巻駅前 - 市内線：北上営業所 |
| 1b                      | 岩手県交通                            | - 北上翔南高校線：北上翔南高校 - 村崎野線・成田線：花巻北高校／北上営業所 |
| 1b                      | おに丸号 （旧北上市コミュニティバス） | 飯豊黒岩線：黒沢尻二丁目・東地域方面 |
| 1c                      | 岩手県交通                            | - 北上翔南高校線：北上済生会病院 - 横川目線：北上済生会病院 |
| 1c                      | おに丸号                              | 二子更木線：県立中部病院・西地域方面 |
| 1d                      | 岩手県交通                            | - 北上翔南高校線：北上営業所 - 横川目線：藤根十文字／横川目 |
| 西口タクシーのりば そば | おに丸号                              | - 立花岩崎線：岩崎地区交流センター／中才公民館前 - 稲瀬線：稲瀬地区交流センター/まちなかターミナル - 口内線：3区公民館／まちなかターミナル - 鬼柳線：鬼柳地区交流センター - 相去線：笹長根 |
| 北上駅東口              | - 岩手県北自動車 - フジエクスプレス   | 岩手きずな号：東京・東京ディズニーランド・芝浦車庫 |
| 北上駅東口              | 東日本交通                            | 花巻空港シャトルバス |

## 隣の駅
東日本旅客鉄道（JR東日本）
 東北・北海道新幹線
- ■秋田新幹線「こまち」（95・96号のみ）停車駅

水沢江刺駅 - 北上駅 - 新花巻駅
■東北本線
六原駅 - 北上駅 - 村崎野駅
■北上線
□快速・■普通
北上駅 - 柳原駅

### 記事本文